# Alterungsrückstellung
Mit den Alterungsrückstellungen treffen Krankenversicherungen Vorsorge für den Umstand, dass ältere Menschen mehr Gesundheitsleistungen in Anspruch nehmen. Alterungsrückstellungen sind vom Krankenversicherer verbindlich mit Techniken der Lebensversicherung zu betreiben, da es sich materiell und versicherungsrechtlich um rentenversicherungsähnliche Anlagen handelt. In Deutschland bilden lediglich private Krankenversicherer Alterungsrückstellungen. In der gesetzlichen Krankenversicherung gilt das Umlageverfahren, nach dem die laufenden Kosten durch die jeweilige Beitragsgeneration gezahlt werden.

## Verfahren des Anwartschaftsdeckungsverfahrens
Mit dem Alter des Menschen steigt die Inanspruchnahme von Gesundheitsleistungen. Daher sind bei jüngeren Versicherten Rückstellungen zu bilden, die dazu dienen, die Mehrkosten im Alter abzudecken. Im Alter werden diese Rückstellungen wiederum aufgelöst um die Mehrkosten zu finanzieren. Die Höhe muss mit den Mitteln der Versicherungsmathematik ermittelt werden und wird von den Treuhändern der Versicherungsunternehmen geprüft. Diese Alterungsrückstellungen gehen in die Tarifkalkulation der jüngeren Versicherten ein. Der Name dieses Verfahrens ist Anwartschaftsdeckungsverfahren.
Die Kalkulation erfolgt analog der Deckungsrückstellung von Lebensversicherungen. Rechtliche Grundlage hierfür ist in Deutschland die Kalkulationsverordnung (KalV) in Verbindung mit § 12 Versicherungsaufsichtsgesetz (VAG). Die Überprüfung der Richtigkeit der Kalkulation erfolgt über einen Aktuar.
In dem Anwartschaftsdeckungsverfahren der Vollversicherung wird systematisch Kapital für das Alter gebildet. Die Prämie wird zu diesem Zweck so kalkuliert, dass sie in jungen Jahren oberhalb und im Alter unterhalb der tatsächlich erforderlichen Prämie liegt. Die Differenz zwischen tatsächlich erhobener Prämie und den rechnerischen Kosten für Gesundheitsleistungen wird der Alterungsrückstellung zugeführt. Wenn dann im höheren Alter des Versicherungsnehmers die rechnerischen Kosten über der erhobenen Prämie liegen, kann die Differenz durch Entnahme aus den Alterungsrückstellungen rentenähnlich finanziert werden. Dabei werden keine Leistungen ausgezahlt, sondern beitragsdämpfend verwendet.

## Fehlende Alterungsrückstellung in der gesetzlichen Krankenversicherung und Demographie
Die Alterung ist nicht allein ein individuelles Thema. Aufgrund des medizinischen Fortschritts und der demographischen Entwicklung steigt in allen industrialisierten Staaten seit Jahren der Anteil der älteren Bevölkerung, die im Bezug auf das Thema im Durchschnitt höhere Krankheitskosten verursacht. Diese Tendenz wird sich in den nächsten Jahrzehnten fortsetzen und hat Einfluss auf die Beiträge zur Krankenversicherung.
Die Folgen für die Krankenversicherung hängen vom Finanzierungsverfahren ab, wobei das Umlageverfahren der Gesetzlichen Krankenversicherung (GKV) und das Anwartschaftsdeckungsverfahren als Teil des Kapitaldeckungsverfahrens der Privaten Krankenversicherung (PKV) zu unterscheiden sind.
Da im Umlageverfahren keine Rückstellungen gebildet werden, führt eine Verschlechterung des Altenquotienten – angesichts der derzeitigen Beitragsstrukturen (prozentual, daher geringerer Beitrag z. B. im Rentenalter) – automatisch zu einer Erhöhung des Beitragsniveaus.
Das Kapitaldeckungsverfahren wird hingegen von einigen als unabhängig von der gesamtgesellschaftlichen demographischen Entwicklung bezeichnet. Es ist dafür allerdings abhängig von der korrekten Kalkulation der notwendigen Rückstellungen innerhalb der jeweils abgeschlossenen Vertragsgruppe. Zudem ist diese These eines demographischen Vorteils von Kapitaldeckung nicht unumstritten (vgl. Mackenroth-These).

## Volkswirtschaftliche Wirkungen von Alterungsrückstellungen
Da Kapital neben der Arbeit ein wichtiger Produktionsfaktor ist, beeinflusst die Bildung eines Kapitalstocks auch die Entwicklung der Wirtschaft und des Nationaleinkommens. Die Bildung von Alterungsrückstellungen führt zu einer Kapitalakkumulation und diese ermöglicht mehr Investitionen, erhöht die Arbeitsproduktivität und verbessert die Wettbewerbsfähigkeit der Wirtschaft. Dieser Zusammenhang ergibt sich aus der volkswirtschaftlichen Wachstumstheorie und konnte international vielfach nachgewiesen werden (Bruce/Turnovsky (2013), Holzmann (1997), Diamond (1994), Feldstein (1974)). Für Deutschland liegen entsprechende Studien zur Riester-Rente (Börsch-Supan/Gasche (2010)) und zur Privaten Kranken- und Pflegeversicherung (Schönfelder/Wild (2013)) vor.

## Angemessenheit der Höhe der Alterungsrückstellungen
Die angemessene Höhe der Altersrückstellungen zu ermitteln ist nur anhand von Annahmen über künftige Kostensteigerungen im Gesundheitswesen, Lebenserwartung, Zinssätze und anderes möglich. Da Versicherungsverläufe über die Lebensdauer der Versicherten, also über Zeiträume von meist mehr als 50 Jahren kalkuliert werden müssen, sind hiermit erhebliche Risiken einer Fehlkalkulation verbunden.
Zusätzlich besteht ein Interessenskonflikt zwischen Versicherten und Versicherungsunternehmen. Die Versicherten haben ein Interesse an einer großzügigen Kalkulation, die auch bei ungünstiger Entwicklung verhindert, dass die Prämien im Alter überproportional steigen. Die Unternehmen hingegen streben aus Werbegründen niedrige Beiträge für junge Versicherte an. Niedrige Alterungsrückstellung (und damit hohes Risiko einer späteren Kostensteigerung) senken die Beiträge von jungen Versicherten.
Daher hat der Gesetzgeber mit dem „Gesetz zur Reform der Gesetzlichen Krankenversicherung (GKV-Reformgesetz 2000)“ bei einer Vollversicherung zwei Regelungen erlassen, die einen „Moral Hazard“ verhindern sollen. Zum einen müssen die Versicherungsunternehmen einen Zuschlag von zehn Prozent auf die Tarifprämie erheben und der Alterungsrückstellung zuführen. Daneben müssen private Versicherer einen Basistarif anbieten, dessen Kosten und Leistungen sich an der gesetzlichen Versicherung orientiert und in die jeder privat Versicherte jederzeit wechseln kann.
Ferner bietet die Versicherungswirtschaft freiwillige Sparmodelle mit demselben Ziel der Kostendämpfung an; letztere werden als Einzelkonten, nicht kollektiv, geführt und sind ebenfalls nicht übertragbar.

## Alterungsrückstellungen beim Versicherungswechsel
Bei einem Versicherungswechsel besteht nach deutschem Recht kein Anspruch, die Alterungsrückstellungen auf das neue Versicherungsunternehmen zu übertragen. Damit erhält das ehemalige Unternehmen einen „windfall profit“ in Höhe der Alterungsrückstellung und der Kunde steigt beim neuen Versicherer in der Tarifstufe seines Lebensalters ab.
Nach einigen Jahren sind die Beträge, die die Alterungsrückstellung ausmacht, so hoch, dass ein Versichererwechsel ökonomisch für den Kunden unsinnig wird. Er ist damit faktisch lebenslang an das Versicherungsunternehmen gebunden (Lock-in-Effekt). Ein Wettbewerb um diese Kundengruppe findet nicht mehr statt.
Daher wird immer wieder der Anspruch erhoben, dem Versicherungsnehmer bei Kündigung seines Vertrages „seine“ Rückstellungen mitzugeben. Dieser Wunsch wird von den Versicherungsunternehmen mit der Begründung zurückgewiesen, dass Alterungsrückstellungen kollektiv je Gewinnverband (Gruppen gleichartiger Versicherungstarife und Altersstufen) erfolgen und nicht persönlich auf Einzelkonten. Wäre die Alterungsrückstellung persönlich kalkuliert, so könnte der normal gesunde Versicherte auch in höherem Alter den Versicherer wechseln (vgl. individuelle Altersrückstellungen). Trotz seines höheren Alters müsste ihm nicht die Tarifprämie abverlangt werden, sondern eine durch die Anrechnung seiner mitgebrachten Alterungsrückstellungen eine entsprechend reduzierte Prämie.

## Alterungsrückstellungen beim internen Tarifwechsel
Anders als beim Versicherungswechsel ist die Portabilität der Alterungsrückstellungen bei einem Tarifwechsel beim selben Versicherer in vollem Umfang möglich. Eine entsprechende Regelung ist im Versicherungsvertragsgesetz (§204 VVG) verankert. Voraussetzung ist, dass der neue Tarif ein Krankenvollversicherungstarif mit gleichen oder höherwertigen Leistungen ist. Weitere Rechte können ebenfalls zum neuen Tarif transferiert werden. Für den Wechsel in den Basistarif derselben Versicherung ist die Mitnahme der Alterungsrückstellungen zwar ebenfalls möglich, allerdings abhängig vom Alter des Versicherten sowie vom Vertragsbeginn des bestehenden Vollversicherungstarifes. Deshalb wird der Tarifwechsel angesichts von Beitragserhöhungen durch immer mehr Versicherte in Anspruch genommen und auch von Verbraucherschützern zunehmend als geeignetes Mittel zur Beitragssenkung angesehen. In der Praxis unterlaufen allerdings einige Versicherungen die Bemühungen ihrer Versicherten zum Tarifwechsel. Grund sind vor allem ökonomische Nachteile für die Unternehmen, die auch durch den Transfer der Alterungsrückstellungen entstehen.

## Sonderfall: Krankenzusatzversicherung
Im Gegensatz zur privaten Krankenvollversicherung ist es in einer bloßen Krankenzusatzversicherung möglich, Tarife nach Art der Schadenversicherung zu vereinbaren. Derartige Versicherungspolicen setzen keinen Aufbau von Alterungsrückstellungen voraus. Im Gegensatz zu der Variante nach Art der Lebensversicherung, steigt hier jedoch der Beitrag mit zunehmendem Alter entsprechend den Tariftabellen.